# Beuringin
Beuringin is een bestuurslaag in het regentschap Aceh Timur van de provincie Atjeh, Indonesië. Beuringin telt 1171 inwoners (volkstelling 2010).